# 護漁議題

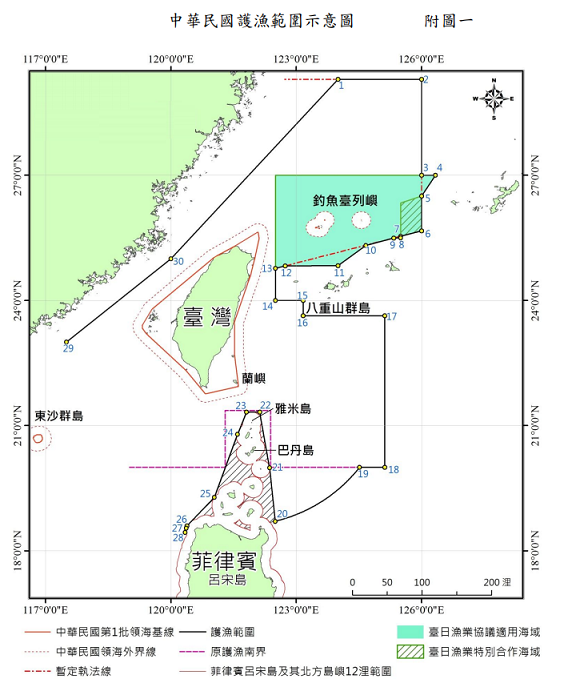
2014年11月20日，行政院農業委員會公布《政府護漁標準作業程序》中的中華民國護漁範圍示意圖。

護漁議題，是1949年後的中華民國政府逐漸在其周邊海域所發生的一些問題而形成的議題。

## 民間運動與主權議題
- 保釣運動，始於1970年，是由香港、臺灣民眾和海外華人為了回應釣魚臺列嶼主權問題而發起的一系列民間運動，其運動逐漸延燒至各地華人圈，其活動方式包括遊行、示威、登船出海到釣魚臺列嶼海域和登陸島上。
- 925臺灣保釣行動，是2012年9月23日至9月25日間一場由宜蘭縣「釣魚臺護漁委員會」發起的臺灣民間保釣行動。同年9月24日下午3時集結78艘漁船，從南方澳漁港出發前往釣魚臺列嶼，9月25日抵達釣魚臺一帶海域。

## 官方協議
- 臺日漁業協議：是中華民國（臺灣）與日本於2013年4月10日於臺北市臺北賓館召開第17次臺日漁業會談後所簽署的文件，針對雙方重疊專屬經濟海域的漁業作業安排達成協議，並未涉及雙方對主權的主張。此項協議於5月10日生效。
- 台菲漁業協定：於2015年11月5日，由中華民國（臺灣）外交部代表和菲律賓駐外代表處在台簽署，農委會則派出漁業署署長蔡日耀代表見證。於2015年12月5日生效，並希望2016年1月底前討論尚無共識的鄰接海域執法合作方式。

## 相關事件
- 釣魚臺列嶼主權問題
- 阿瑪斯號貨輪油污事件
- 臺菲漁業衝突
- 廣大興28號事件
- 東聖吉16號事件
- 沖之鳥礁爭議

## 政治人物反應

### 綠批藍護漁政策
- 2016年5月6日，準駐日代表謝長廷在臉書發文批評，指馬政府出動軍艦第一線護漁不妥，因動用軍艦有不惜打仗的意涵。
- 2016年5月6日，葉宜津批評馬英九政府的護漁行動是「軟弱8年，卻在最後2周神勇比拳頭，不利國際關係」，未提馬英九政府曾協助925臺灣保釣行動，還罵馬英九「你不是學國際法的嗎？怎麼表現就如同沒念書的人一樣」，要求馬英九政府「停止這些幼稚的行動」[1][2]；不滿葉宜津此言的網友在葉宜津的臉書洗版，砲轟葉宜津[3]。
- 2016年5月7日，綠批藍護漁「幼稚」[4][5]。

### 藍批綠護漁政策
- 2005年6月23日上午，時任台北市長的馬英九會見來台的南韓前總統府秘書長金重權，在接受媒體詢問時說，他主張政府不惜一戰，是強調不求戰也不畏戰，不該只談漁權不談主權；陳水扁總統不敢說釣魚台是中華民國領土，讓人民感到洩氣。

- 2016年6月2日，中國國民黨上午在該黨中央黨部舉行「護漁不流行、捕魚看林全？」記者會，國民黨發言人王鴻薇、前立委林郁方、台大政治系教授楊永明批評蔡英文政府對沖之鳥礁爭議，政策搖擺不定且顢頇無能[6]。